# Songlingornis linghensis
Songlingornis linghensis (Сонглінгорніс, «птах з Сонліна») — викопний вид птахів ряду Yanornithiformes родини Songlingornithidae, що мешкав у ранньому крейдяному періоду (120 млн років тому). Його скам'янілості були знайдені в пластах формації Цзюфотан у провінції Ляонін, Китай. Разом з родами Yanornis і Yixianornis утворюють кладу ранніх сучасних птахів.